# Diplectrona aiensis
Diplectrona aiensis là một loài Trichoptera trong họ Hydropsychidae. Chúng phân bố ở miền Cổ bắc.